# Ken Annakin
Ken Annakin (Beverley, Yorkshire, 10 de agosto de 1914 − Beverly Hills, 22 de abril de 2009) fue un director de cine británico.

## Biografía
Annakin empezó como realizador de documentales y entró en los Rank Studios en 1947. Annakin fue conocido por una serie de películas de aventuras producidas por Walt Disney como The Story of Robin Hood and His Merrie Men, 1952, The Sword and the Rose, 1953, y Swiss Family Robinson, 1960. A comienzos de la década de los 60, intenta obtener los derechos de adaptación de Mary Poppins  pero el estudio Disney adapta la película con el director Robert Stevenson.
Se asocia más tarde con el productor Darryl F. Zanuck, cuando este se ocupaba de la parte británica de la película El Dia más largo. Al frente de los estudios de la 20th Century Fox, Zanuck otorga su confianza a Annakin para uno sus proyectos más ambiciosos, Those Magnificent Men in Their Flying Machines or How I Flew from London to Paris in 25 hours 11 minuts estrenada en 1965. Dirigió también la película Battle of the Bulge con Henry Fonda en 1965.
Le siguieron otros largometrajes como La leyenda de un valiente (1966), Monte Carlo or Bust (1969), Call of the Wild (1972) o The New Adventures of Pippi Longstocking  (1988). Después, en 1992, dirige Genghis Khan una película inacabada.
En 2002, Annakin es nombrado oficial de la Orden del Imperio Británico por la reina Isabel II de Inglaterra

## Filmografía

### Director[5]
| Año  | Título en español                                    | Título original                                |
| ---- | ---------------------------------------------------- | ---------------------------------------------- |
| 1946 | West Riding                                          | West Riding                                    |
| 1946 | The Fens                                             |                                                |
| 1946 | It Began on the Clyde                                |                                                |
| 1947 | Holiday Camp                                         | Holiday Camp                                   |
| 1948 | Miranda                                              | Miranda                                        |
| 1948 | Broken Journey                                       |                                                |
| 1948 | Cuarteto                                             | Quartet                                        |
| 1948 | Here Come the Huggetts                               |                                                |
| 1949 | Vote for Huggett                                     |                                                |
| 1949 | The Huggetts Abroad                                  |                                                |
| 1949 | Landfall                                             |                                                |
| 1950 | Double Confession                                    |                                                |
| 1950 | El torbellino de la vida                             | Trio                                           |
| 1951 | Hotel Sahara                                         |                                                |
| 1952 | Los arqueros del rey                                 | The Story of Robin Hood and His Merrie Men     |
| 1952 | The Planteur's wife                                  |                                                |
| 1953 | La espada y la rosa                                  | The Sword and the Rose                         |
| 1954 | You Know What Sailors Are                            |                                                |
| 1954 | El valle de los maoríes                              | The Seekers                                    |
| 1955 | Value for Money                                      |                                                |
| 1956 | No se case en Montecarlo                             | Loser Takes All                                |
| 1956 | Three Men in a Boat                                  |                                                |
| 1957 | Al otro lado del puente                              | Across the Bridge                              |
| 1958 | El valle de las mil colinas                          | Nor the Moon by Night                          |
| 1959 | El tercer hombre en la montaña                       | Third Man on the Mountain                      |
| 1960 | Los robinsones de los mares del Sur                  | Swiss Family Robinson                          |
| 1961 | Hoy es día de fuga                                   | Very Important Person                          |
| 1961 | Llegan cinco forajidos                               | The Hellions                                   |
| 1962 | Al volante y a lo loco                               | The Fast Lady                                  |
| 1962 | Ladrones anónimos                                    | Crooks Anonymous                               |
| 1962 | El día más largo                                     | The Longest Day                                |
| 1964 | Imperio de violencia                                 | The Informers                                  |
| 1965 | Aquellos chalados en sus locos cacharros             | Those Magnificent Men in their Flying Machines |
| 1965 | La batalla de las Ardenas                            | Battle of the Bulge                            |
| 1967 | La leyenda de un valiente                            | The Long Duel                                  |
| 1968 | Raquel y sus bribones                                | The Biggest Bundle of Them All                 |
| 1969 | El rally de Montecarlo y toda su zarabanda de antaño | Monte Carlo or Bust!                           |
| 1972 | La Selva Blanca                                      | Call of the Wild                               |
| 1975 | Emboscada en Extremo Oriente                         | Paper Tiger                                    |
| 1978 | Murder at the Mardi Gras (TV)                        |                                                |
| 1978 | The Pirate (TV)                                      |                                                |
| 1979 | Institute for Revenge (TV)                           | Institute for Revenge (TV)                     |
| 1979 | El quinto mosquetero                                 | The Fifth Musketeer                            |
| 1981 | Cheaper to Keep Her                                  | Cheaper to Keep Her                            |
| 1982 | Los piratas                                          | The Pirate Movie                               |
| 1988 | Las nuevas aventuras de Pippi Calzaslargas           | The New Adventures of Pippi Longstocking       |
| 1992 | Genghis Khan (inacabado)                             | Genghis Khan (inacabado)                       |

### Guionista
- 1959: Mission in Morocco
- 1965:  Those Magnificent Men in their Flying Machines
- 1969: Monte Carlo or Bust
- 1988:  The New Adventures of Pippi Longstocking

### Actor
- 1941:  Freedom Radio: locutor de radio
- 2004: Rent-a-Person: Narrador

### Productor
- 1967: The Long Duel
- 1969: Monte Carlo or Bust

## Premios y distinciones
Premios Óscar
| Año  | Categoría                        | Película                                 | Resultado |
| ---- | -------------------------------- | ---------------------------------------- | --------- |
| 1966 | Mejor argumento y guion original | Aquellos chalados en sus locos cacharros | Nominado  |